# Brigitte Olivier
Brigitte Olivier (20 de enero de 1980) es una deportista belga que compitió en judo. Ganó tres medallas en el Campeonato Europeo de Judo en los años 1997 y 1999.
Participó en los Juegos Olímpicos de Sídney 2000, donde finalizó novena en la categoría de +78 kg.

## Palmarés internacional
| Campeonato Europeo | Campeonato Europeo      | Campeonato Europeo | Campeonato Europeo |
| Año                | Lugar                   | Medalla            | Categoría          |
| ------------------ | ----------------------- | ------------------ | ------------------ |
| 1997               | Ostende (Bélgica)       | Medalla de bronce  | Abierta            |
| 1999               | Bratislava (Eslovaquia) | Medalla de plata   | Abierta            |
| 1999               | Bratislava (Eslovaquia) | Medalla de bronce  | +78 kg             |